# Hockey hierba en los Juegos Panafricanos de 2023
El Hockey hierba en los Juegos Panafricanos de 2023 se llevó a cabo del 15 al 23 de marzo de 2024 en el Theodosia Okoh Hockey Stadium en Accra, Ghana. originalmente se iba a iniciar el 8 de marzo de 2024 pero se retrasó por las condiciones de la sede, Sudáfrica retiró a sus equipos del evento porque la sede no reunía las condiciones mínimas de la Federación Internacional de Hockey.

## Resultados
| Evento    | Oro | Plata | Bronce |
| --------- | --- | --- | --- |
| Masculino | Egipto Basel Abdelmonem Mohamed Adel Ziad Adel Mohamed Ali Karim Atef Hussein Awad Ahmed El-Naggar Ahmed El-Ganaini Mohamed Hemid Mahmoud Hussin Mahmoud Mamdouh Mostafa Mansour Ahmed Mohsen Hossameldin Ragab Mohamed Ragab Ashraf Said Amr Sayed Moustafa Tarek            | Ghana Charles Abbiw Malik Abdul Eugene Acheampong Benjamin Acquah Abdellah Addison Richard Adjei Samuel Agbeli Emmanuel Akaba Emmanuel Ankomah Stephen Asamoah Luke Damalie Matthew Damalie Derrick Fialor Benjamin Kwofie Alfred Ntiamoah Ernest Opoku Joshua Pepperah Francis Tettey    | Nigeria Christopher Joseph Mustapha Abdullahi Joseph Adamu Olawale Ajibua Muiz Bello Sunday Godwin Benjamin Ibrahim Elkana Ibrahim Olayinka Jayeoba Michael John Peter John Kelvin Linus Endurance Nzete Isaac Patrick James Samaila Dennis Solomon Kish Victor Haruna Yohanna |
| Femenino  | Ghana Mercy Ackon Juwaila Acquah Lydia Afriyie Adwoa Amoah Cecilia Amoako Mavis Ampem-darkoa Doris Antwi Racheal Bamfo Mavis Berko Abigail Boye Ernestina Coffie Hagiet Copson Regina Mensah Vivian Narkuor Elizabeth Opoku Margaret Owusuwaa Adizatu Sulemana Nafisatu Umaru | Nigeria Aisha Adamu Morufat Adeyemi Iveren Ajekwe Esther Billo Joy Christopher Esther Chukwu Mary Danboyi Hannah Hossanah Precious Irimiya Aghalelosa Jerry Alfa John Benedicta Johnson QueenEsther Njoku Faith Obukowho Damilola Ogunmakinju Comfort Saturday Martha Uko Osarugue Umweni | No hubo medalla de bronce por solo haber tres participantes. |

## Medallero
| Núm. | País    | Oro | Plata | Bronce | Total |
| ---- | ------- | --- | ----- | ------ | ----- |
| 1    | Ghana   | 1   | 1     | 0      | 2     |
| 2    | Egipto  | 1   | 0     | 0      | 1     |
| 3    | Nigeria | 0   | 1     | 1      | 2     |